# JPattersson
JPattersson (* 1991 in Leipzig; bürgerlich Johann Beger) ist ein deutscher Musiker und Liveact, dessen Werke den Genres Electronica, Organic House und Dub zugeordnet werden. Ein Markenzeichen von JPattersson ist das vielseitige Spiel der Trompete, das von Jazz, lateinamerikanischen Musikstilen und cineastischen Melodien, etwa aus Spaghetti-Western, beeinflusst wird. Prägnante Lyrics sind ebenso ein Bestandteil seiner Songs wie groovige Basslines, dubbige Effekte und atmosphärische Synthesizer-Arpeggios.

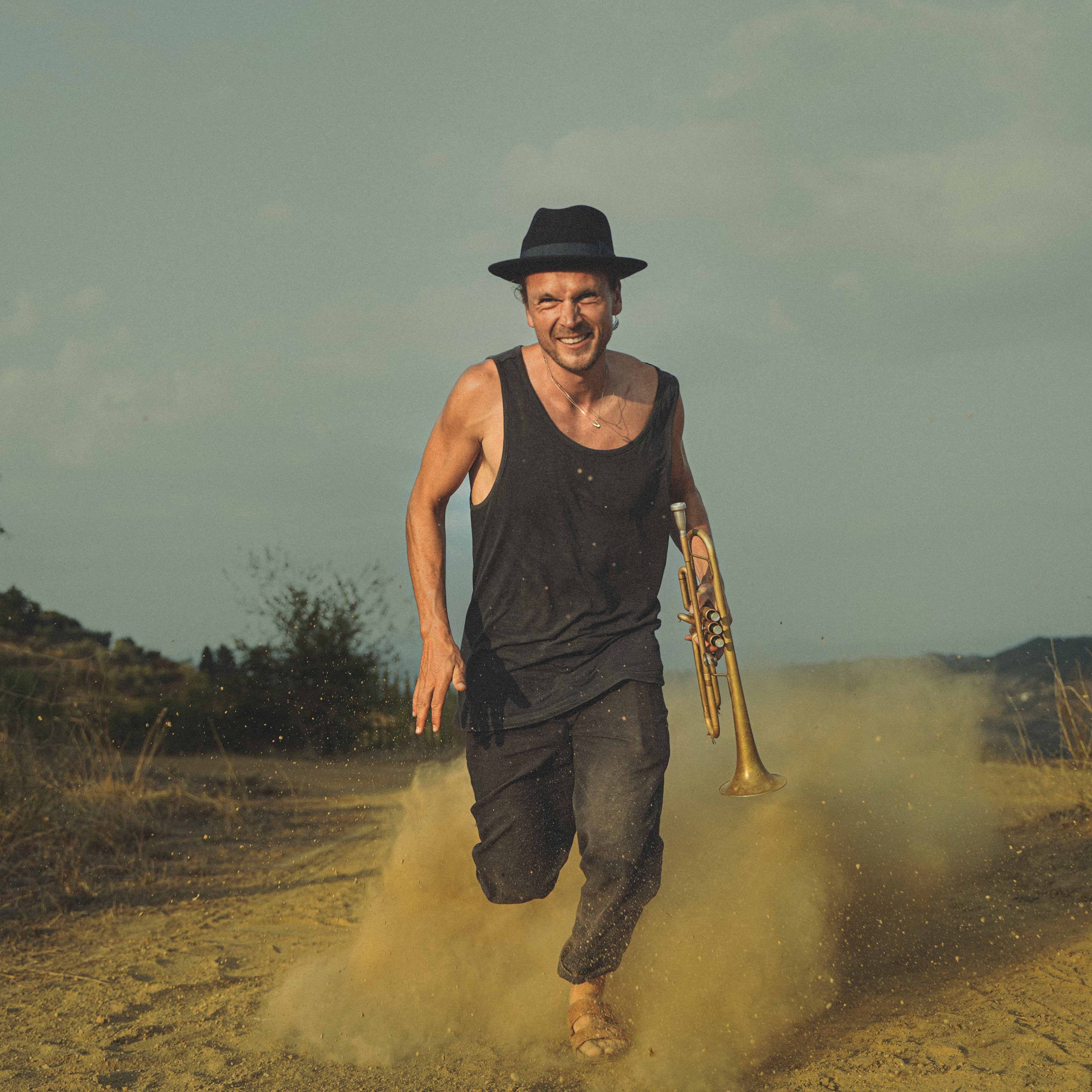
JPattersson (2023)

## Werdegang
Johann Beger begann mit acht Jahren Trompete zu spielen. Während seines Musik Lehramtstudiums tourte er unter anderem mit der Uni-Big-Band Halle sowie einer Reggae-Band durch Brasilien und die Ukraine. In dieser Zeit gründete sich auch die dreiköpfige A-cappella-Formation „Die Kinder vom See“, in der er als Basssänger und Beatboxer aktiv ist. Das Trio gewann 2015 den Fernsehwettbewerb „Klick den Star!“ des MDR-Fernsehens.
Im Jahr 2014 begann Beger unter dem Künstlernamen JPattersson Musik zu produzieren. In einem Interview bezeichnete er sich selbst als „try-and-error-Typ“. Der spielerische Umgang mit Songwriting, Komposition und Mixing seien Teil seines kreativen Schaffensprozesses.

## Alben und Auftritte
JPatterssons Debütalbum "PROGaDUB" erschien 2015 auf dem Mecklenburger Label Acker Records. Deutschlandfunk Kultur schrieb daraufhin über den „Trompeter, Beatbastler und Sänger“: „Sein eigenes Genre klingt dabei mal nach Reggae und Dub, mal nach clubbiger Tanzmusik“.
Mit weiteren Veröffentlichungen wie "Folks & Fanfare" (2018), "Mood" (2020) und "On the Fly" (2023) etablierte er sich als innovativer Künstler, der verschiedene Musikstile miteinander verbindet. Die Zeitschrift Riddim hob hervor: „In eine Schublade lässt sich JPattersson ohnehin nicht stecken“, während das Faze Magazin seine Werke als „lässig-organische House-Exkursion“ charakterisierte.
Internationale Bekanntheit erlangte JPattersson durch Auftritte auf renommierten Festivals wie der Fusion, dem MS Dockville, dem Tribal Gathering oder dem Wonderfruit Daneben spielt er weltweit Club-Auftritte, z. B. in Paris, London, Berlin, New York, Barcelona, Mexiko-Stadt und Melbourne.
Seine Australien-Tour im Februar und März 2024 musste er aufgrund eines schweren Unfalls abbrechen. Beim Surfen zog er sich eine lebensbedrohliche Verletzung der Halswirbelsäule zu. Nach mehreren Monaten Rehabilitation kündigte JPattersson im Dezember 2024 eine eigenständig organisierte Tour für das Jahr 2025 mit dem Titel "Light" an.
JPattersson lebt in Leipzig.

## Diskografie (Auswahl)

### Alben
- 2015: PROGaDUB (Acker Records)
- 2018: Folks & Fanfare (Acker Records)
- 2020: Mood (3000 Grad)
- 2023: On The Fly (3000 Grad)

### EPs
- 2016: Rühn (Acker Records)
- 2020: Mood Remixes (3000 Grad)
- 2022: Mutual Dreams (3000 Grad)

### Singles
- 2024: Light (Trompa)
- 2024: Golden Sound (Trompa)